# Tàpia

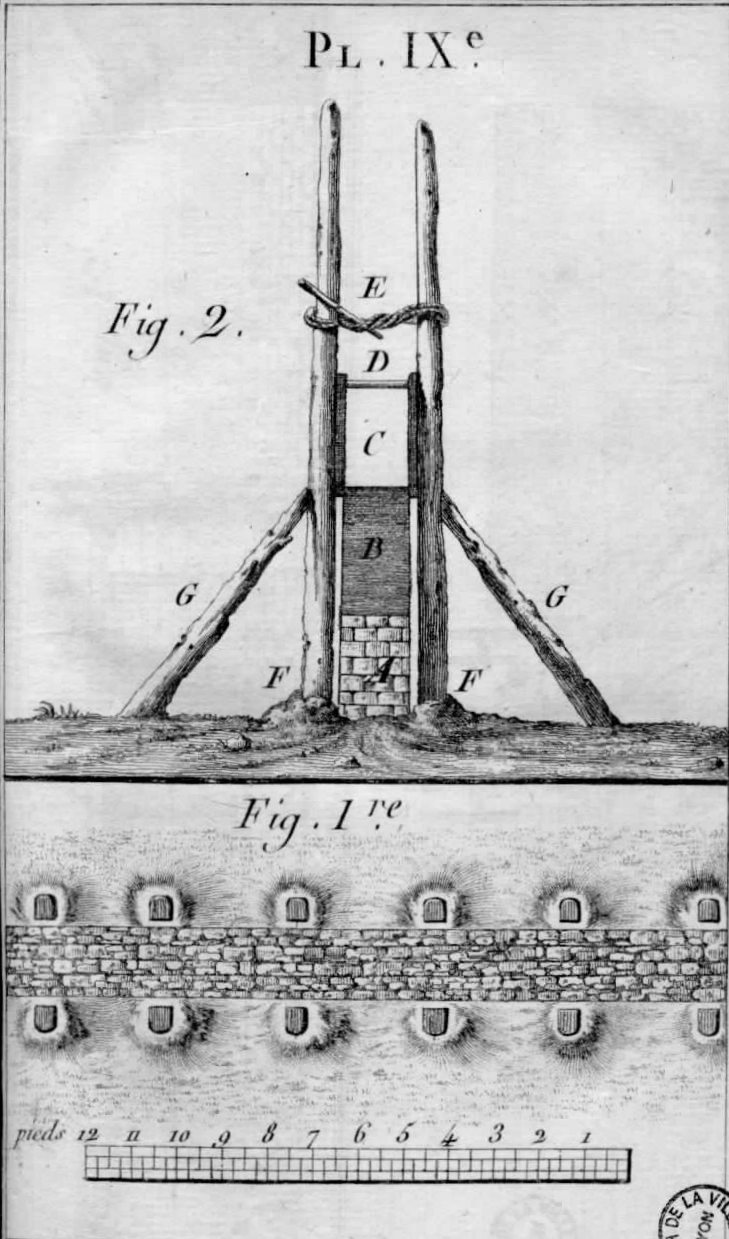
Secció vertical i horitzontal de l'encofrat d'un mur de tàpia. Sobre una base de maçoneria (per evitar la humitat del sòl), hi ha una primera filada de tàpia ja feta (B) i està encofrada i per omplir la segona (C).

La tàpia és una antiga tècnica de construcció de murs amb terra argilosa, abocada en un motlle o encofrat i compactada a cops mitjançant un picó. L'encofrat sol ser de fusta, encara que també pot ser d'altres materials. En el procés, es van posant dues fustes paral·leles, anomenades tapieres, entre les quals s'aboca terra en tongades de 10 o 15 cm, i és compactada mitjançant piconat. Posteriorment, es mou l'encofrat a una altra posició per seguir amb el mur. La terra compactada es desseca al sol, i una vegada que la tàpia queda aixecada, les portes i finestres s'obren a cisell.
Antigament, s'havia usat molt en construccions rurals, per la seva economia, amb gruixos d'uns tres pams per a parets de cases i d'uns dos pams per a tanques de patis i corrals. Al fang, sovint, s'hi afegia una beurada de calç per millorar-ne la resistència (tàpia reial) i, modernament, s'ha emprat tàpia amb un afegit de ciment pòrtland. Entre les seves propietats, hi ha la gran inèrcia tèrmica que té, o sigui, la tendència a mantenir una temperatura constant a l'interior a causa del temps que triga a escalfar-se i refredar-se la gran massa d'una paret tan gruixuda. Entre els seus inconvenients, hi ha la seva poca resistència a la humitat i la pluja, que desfà el fang, i que obliga a protegir la tàpia amb arrebossats, altres revestiments o teulades que requereixen un manteniment periòdic i que fa que les construccions de tàpia durin molt poc si s'abandonen. Aquesta poca resistència a la humitat fa que aquest material sigui propi de llocs relativament secs, com els de clima mediterrani o els del nord d'Àfrica.

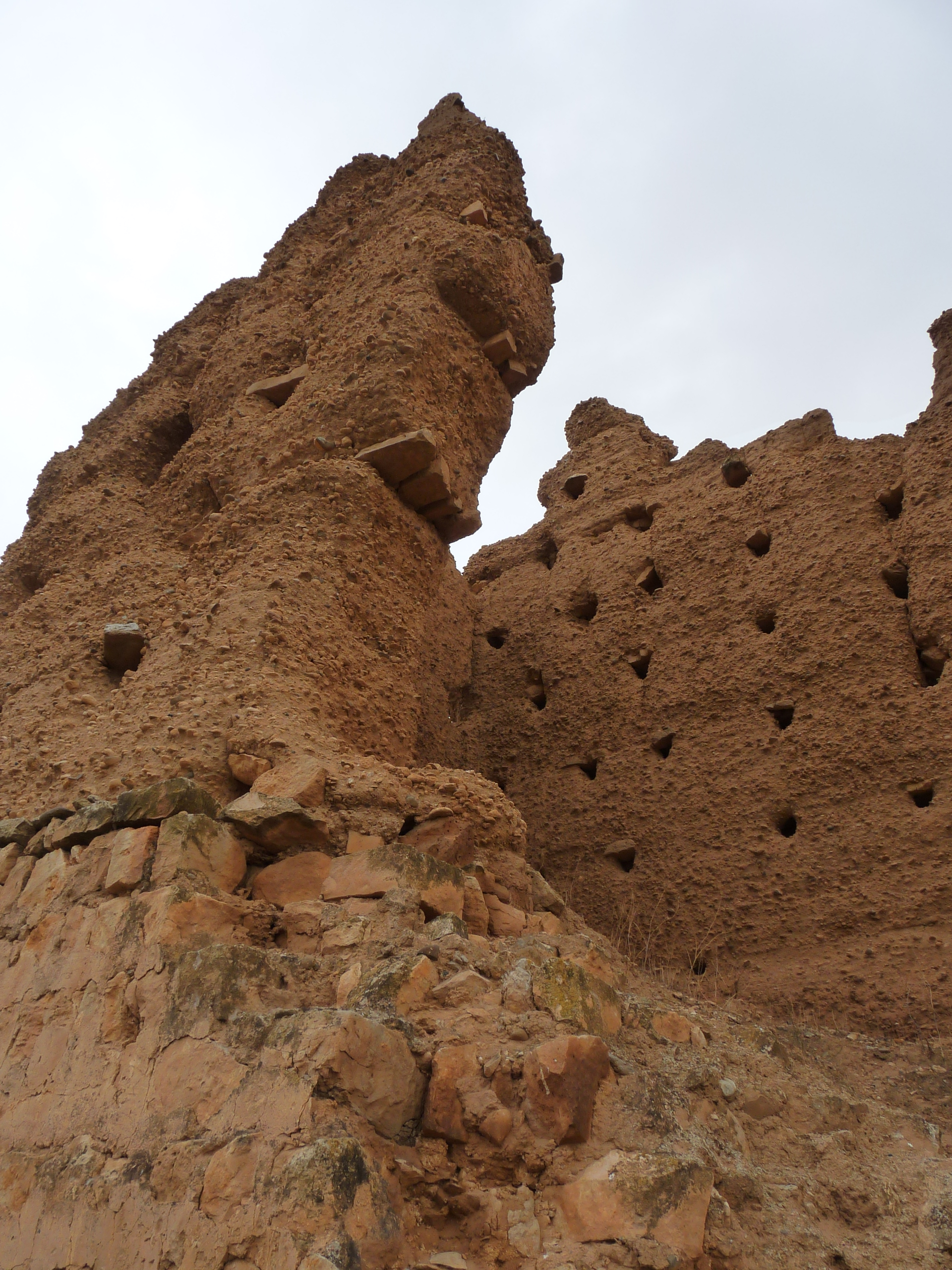
Les estructures de tàpia, quan perden la protecció, es desfan relativament ràpidament a mesura que la pluja s'endú la terra. Torre del Pilaret de Santa Quitèria, a Fraga (Baix Cinca).